# Ігенче (Чекмагушівський район)
Ігенче́ (рос. Игенче, башк. Игенсе) — присілок у складі Чекмагушівського району Башкортостану, Росія. Входить до складу Чекмагушівської сільської ради.
Населення — 110 осіб (2010; 129 у 2002).
Національний склад:
- татари — 71 %
- башкири — 28 %